# Agustín Muñoz Grandes
Agustín Muñoz Grandes (ur. 27 stycznia 1896 w Madrycie, zm. 11 lipca 1970 tamże) – hiszpański wojskowy (generał) i polityk, dowódca Błękitnej Dywizji podczas II wojny światowej.
W 1915 w stopniu porucznika ukończył akademię wojskową w Toledo. Uczestniczył w walkach w Maroku. Po wybuchu wojny domowej w 1936, przystąpił do wojsk frankistowskich. Awansował do stopnia generała. Dowodził Hiszpańską Armią Afrykańską, która została przetransportowana do Hiszpanii. W 1939 sekretarz generalny Falangi. 
W lipcu 1941 objął dowództwo Błękitnej Dywizji, która została sformowana z inicjatywy gen. Francisco Franco w celu wysłania na front wschodni jako dowód wdzięczności za pomoc Niemców w hiszpańskiej wojnie domowej. Dywizja walczyła na północnym odcinku frontu nad rzeką Wołchow, a następnie w oblężeniu Leningradu. Generał A. Muñoz Grandes został przez Adolfa Hitlera odznaczony Krzyżem Rycerskim Żelaznego Krzyża (13 marca 1942), a w lipcu 1943 otrzymał dodatkowo Liście Dębu do Krzyża Rycerskiego. W grudniu 1942 jako zbyt proniemiecki powrócił do Hiszpanii, zastąpiony przez gen. Emilio Estebana Infantesa. Awansowano go do stopnia generała porucznika. W 1945 r. został dowódcą I Dystryktu Wojskowego. Od 1950 sprawował funkcję ministra obrony. W latach 1962–1967 był I wicepremierem Hiszpanii.